# سلاح گرم

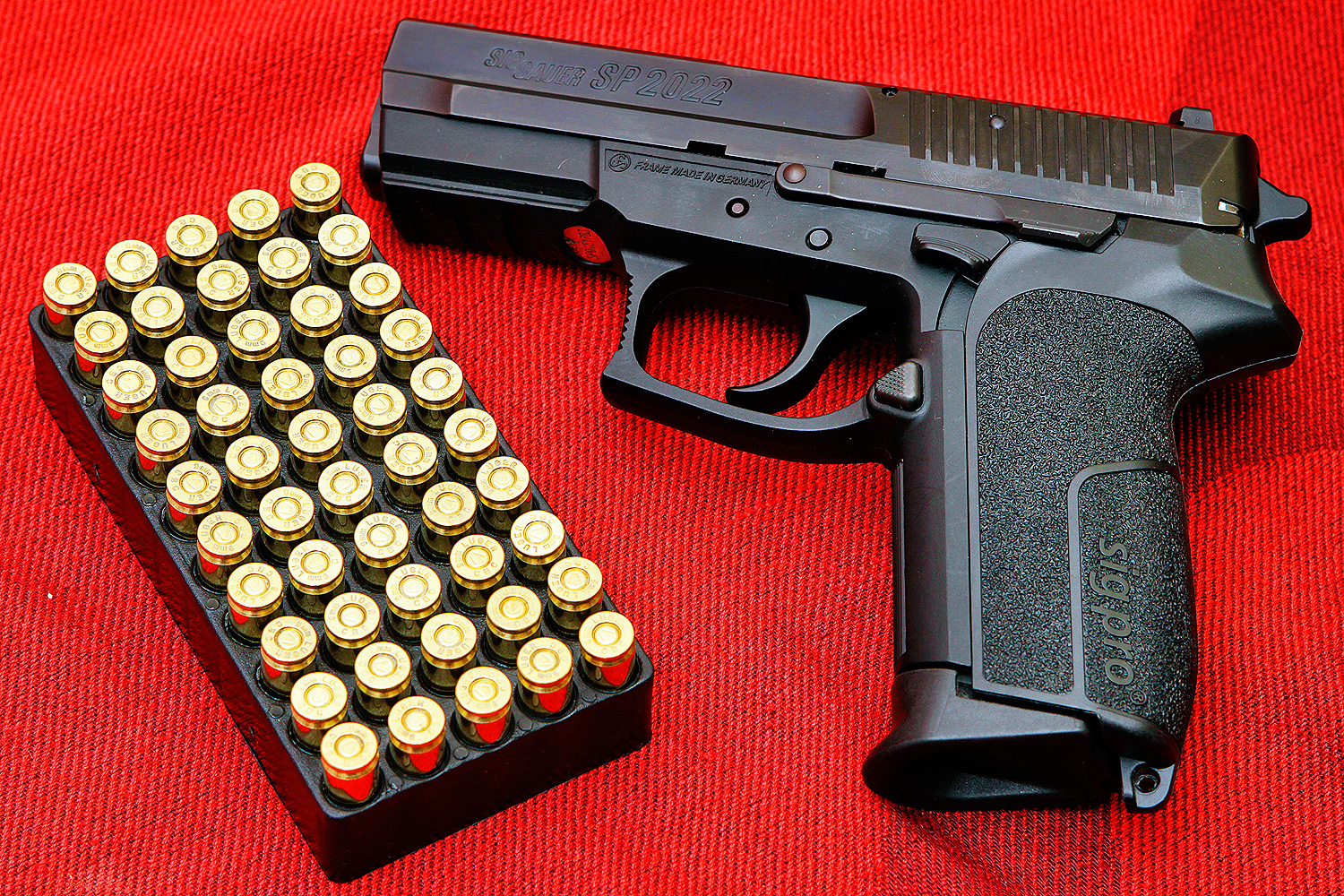
یک سلاح نوین گرم دستی خودکار ساخت زیگ زاوئر

جنگ‌افزار گرم یا سلاح گرم به جنگ‌افزارهایی گفته می‌شود که در آن‌ها تخریب یا کشتار با پرتاب پرتابه‌ها در اثر ایجاد گاز ناشی از سوختن باروت یا انواع دیگر خرج انجام می‌شود. نمونه‌های اولیه سلاح‌های گرم در قرن دهم میلادی و با کمک لوله‌های بامبویی حاوی باروت و گلوله‌های ساچمه‌ای نصب شده برروی نیزه در چین به وجود آمدند. فناوری سلاح‌های گرم به تدریج در سراسر اوراسیا در طول قرن ۱۴ میلادی گسترش یافت. سلاح‌های گرم قدیمی معمولاً از پودر سیاه (باروت) به عنوان پیشران استفاده می‌کردند، اما سلاح‌های گرم مدرن از باروت بی دود یا سایر پیشرانه‌ها استفاده می‌کنند. سلاح‌های گرم مدرن را می‌توان با کالیبر آنها توصیف کرد.
سلاح‌های گرم مدرن را می‌توان با کالیبر آنها توصیف کرد. برای اسلحه‌های دستی و تفنگ‌ها گلوله زن این مقدار بر حسب میلی‌متر یا اینچ (مثلاً ۷٫۶۲ میلی‌متر یا ۰٫۳۰۸ اینچ) یا در مورد تفنگ‌های ساچمه‌ای با گیج آنها (مثلاً 12 ga. و 20 ga) توصیف می‌شود. برد دقیق اسلحه‌های دستی معمولاً حداکثر ۱۰۰ متر (۱۱۰ یارد؛ ۳۳۰ فوت) و تفنگ‌های گلوله زنی تا ۵۰۰ متر (۵۵۰ یارد؛ ۱٬۶۰۰ فوت) می‌باشد. (گلوله‌های سلاح گرم ممکن است بسیار فراتر از برد دقیق خود خطرناک یا کشنده باشند؛ حداقل فاصله برای ایمنی بسیار بیشتر از برد مشخص شده برای دقت می‌باشد) تفنگ‌های تک تیرانداز خاص و تفنگ‌های ضدتجهیزات تا برد بیش از ۲٬۰۰۰ متر (۲٬۲۰۰ یارد) دقت دارند.

## نگارخانه

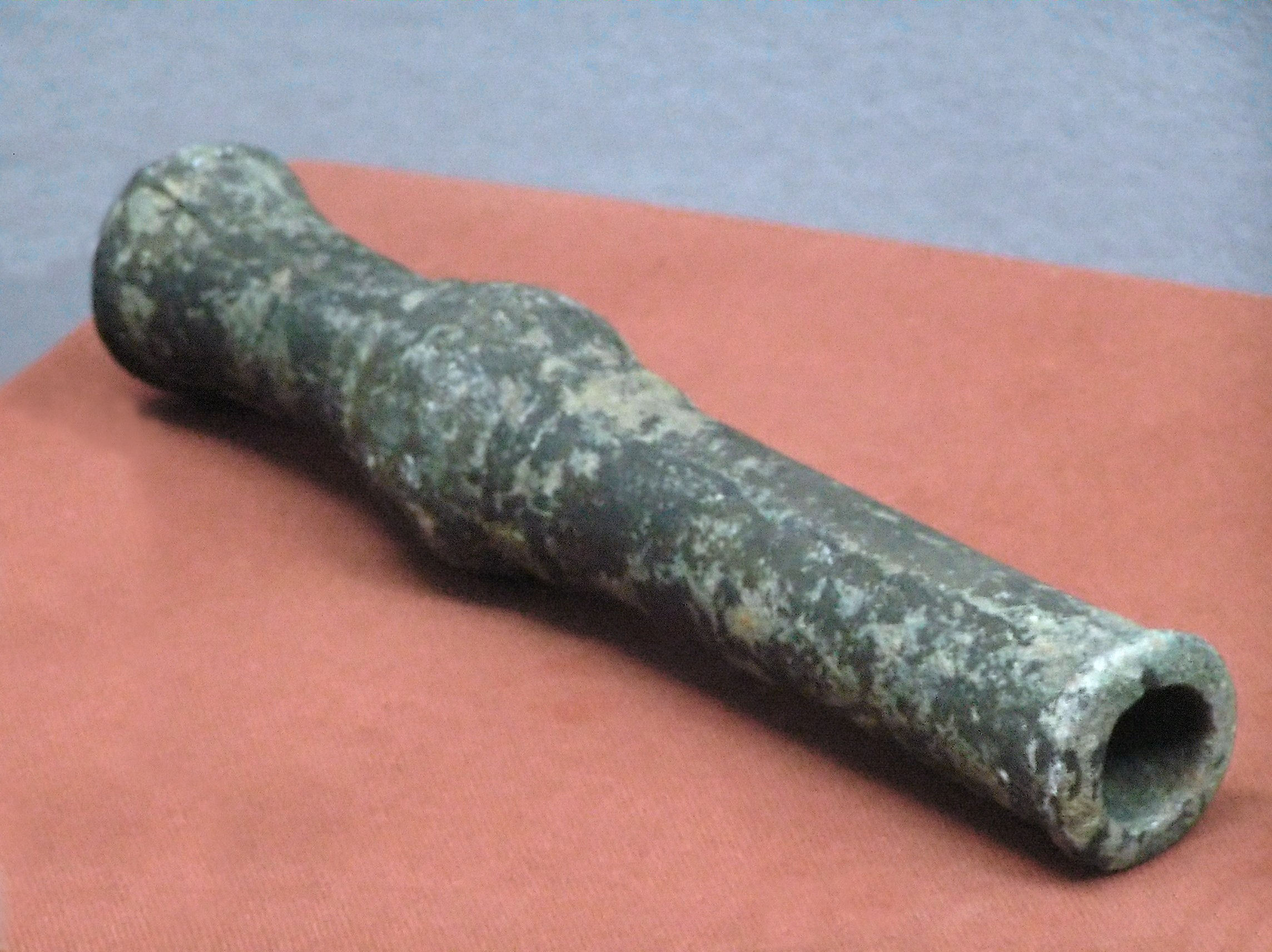
یک نمونه تاریخی از سلاح گرم در دودمان یوان چین (۱۲۷۱-۱۳۶۸)
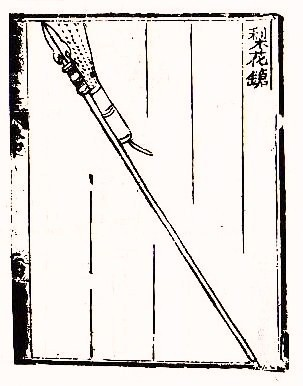
یکی از اولین نمونه‌های تاریخی سلاح گرم ساخته شده با کمک باروت و نیزه در چین
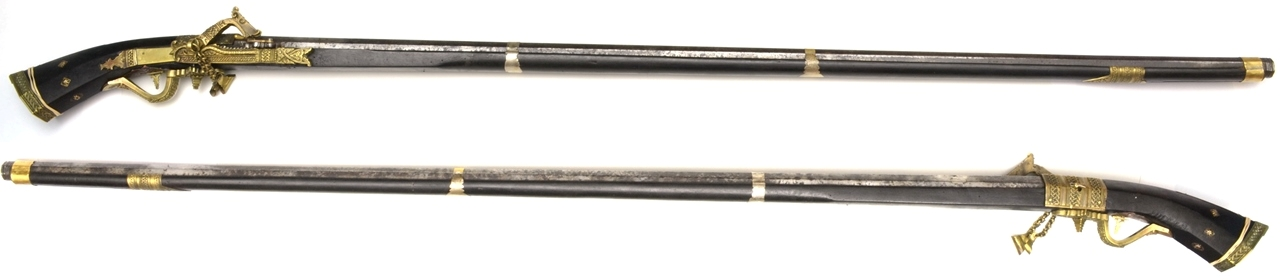
یک سلاح گرم که حاصل سنت‌های هندی و پرتغالی اسلحه سازی است
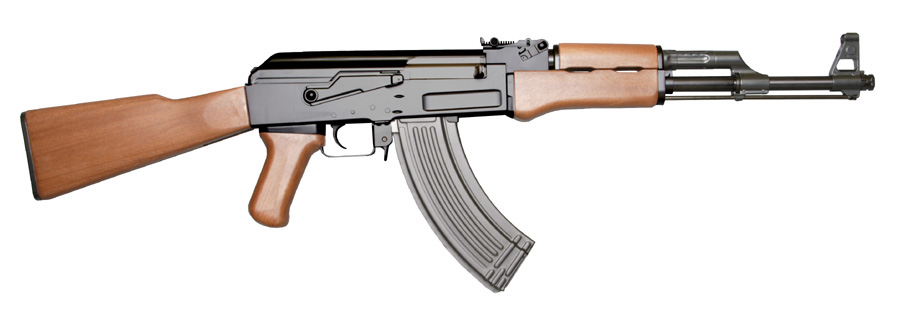
کلاشینکف یکی از شناخته شده‌ترین و تاثیرگذارترین سلاح‌های گرم جهان است
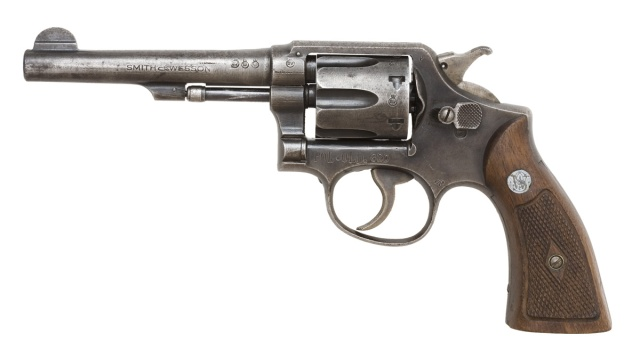
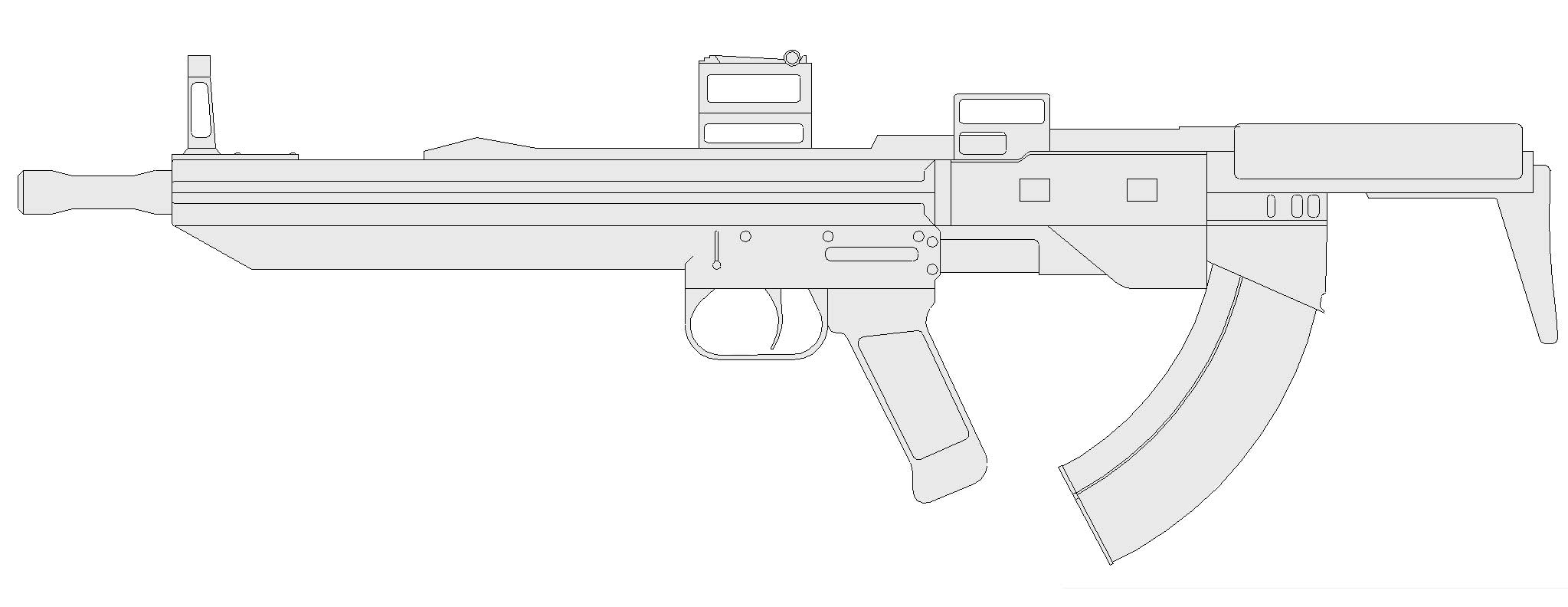
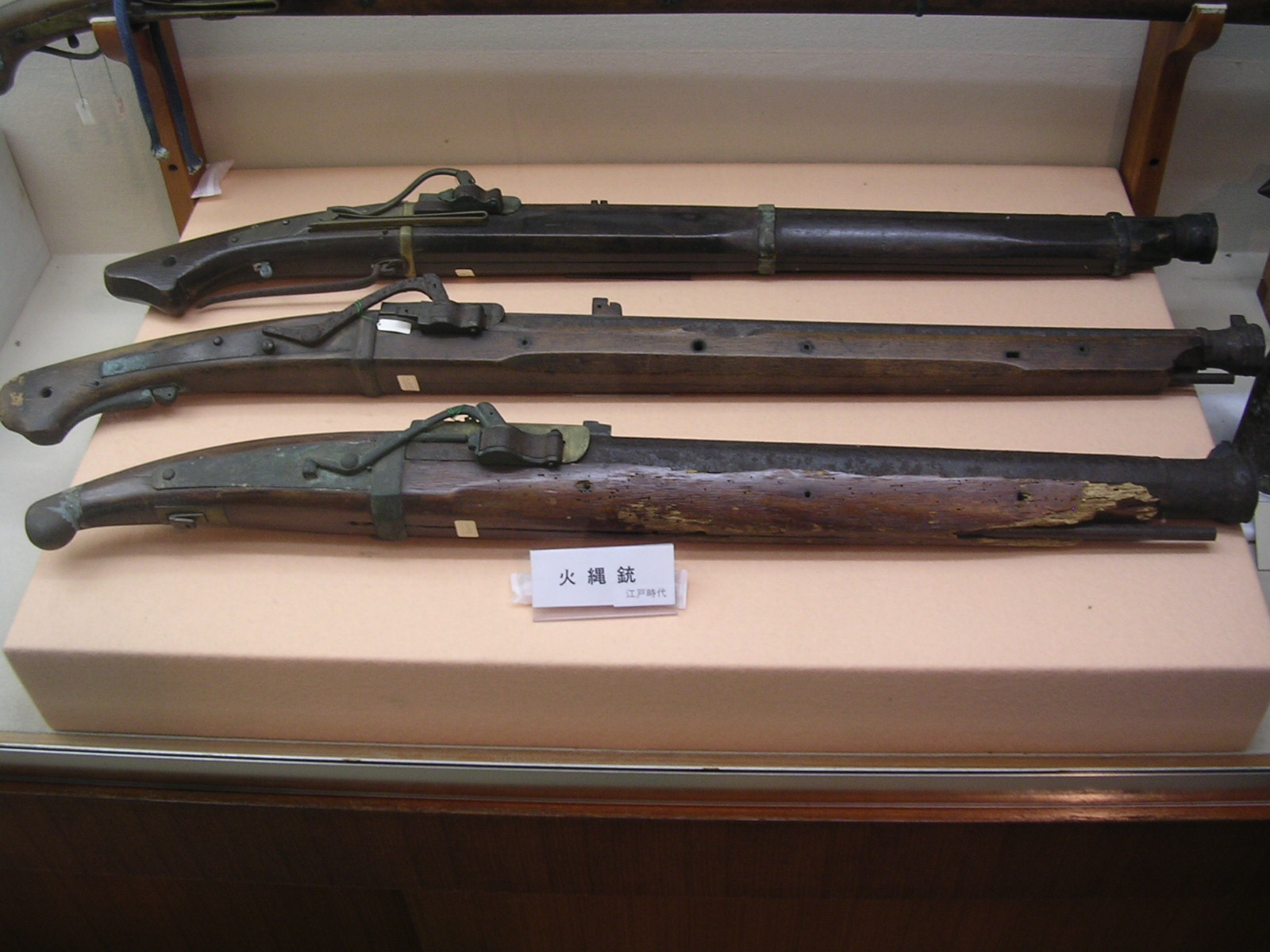
یک سلاح گرم مربوط به دوره ادو ژاپن
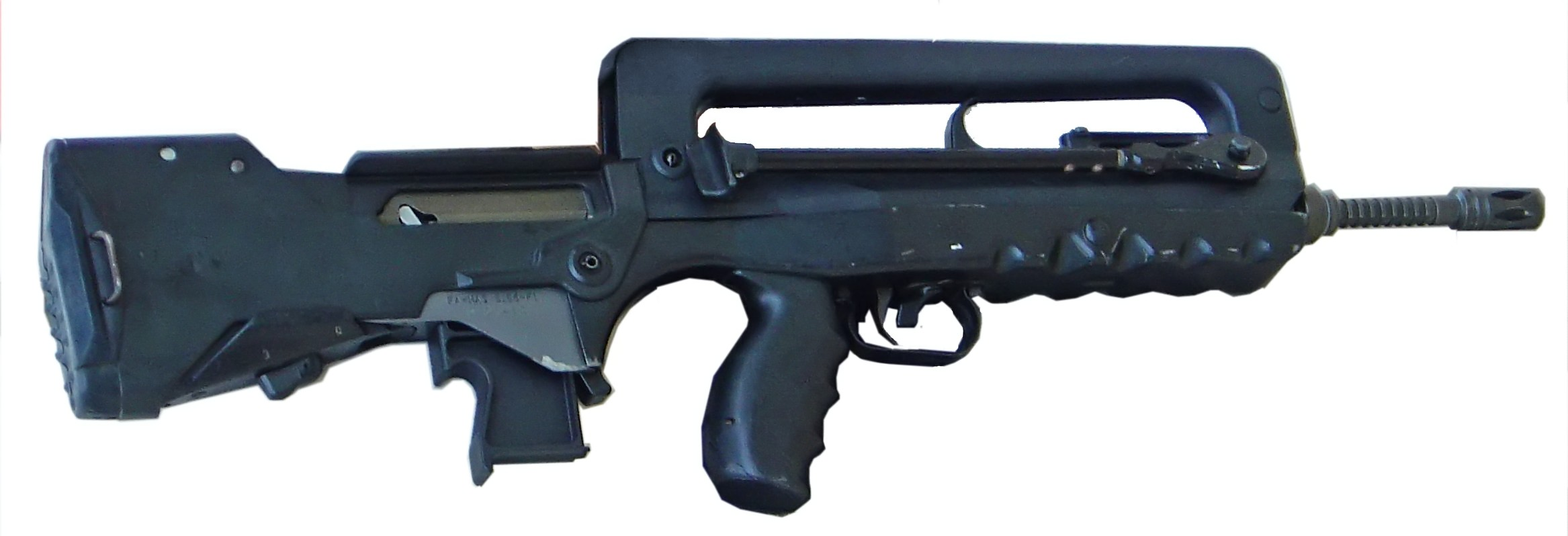
فاماس فرانسوی، نمونه ای از تفنگ بولپاپ
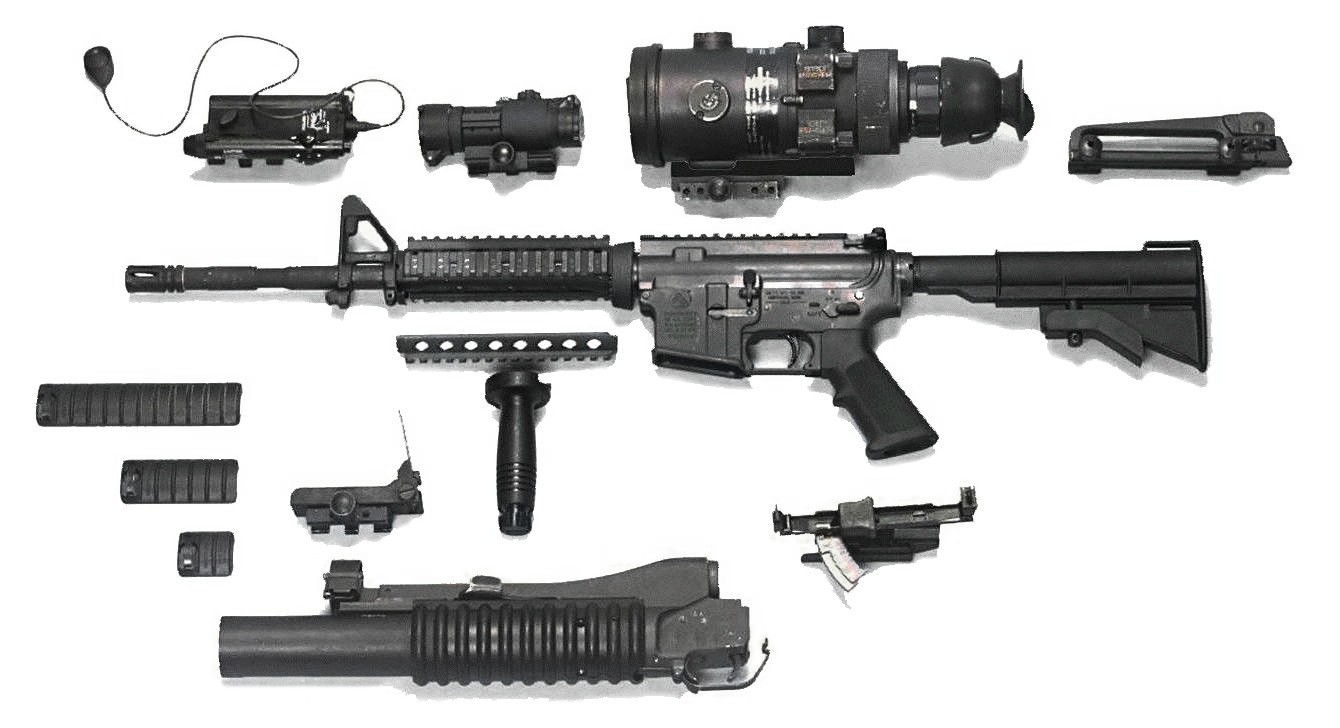
ام۴ کارباین ، یک تفنگ خدماتی مدرن با قابلیت شلیک خودکار. این سلاح توسط ارتش ایالات متحده در خدمت است و می‌توان آن را سفارش‌سازی نیز کرد.